# 河野本道
河野 本道（こうの もとみち、1939年（昭和14年）8月17日 - 2015年（平成27年）3月2日）は、日本の文化人類学者、考古学者。専攻はアイヌに関する文化人類学、考古学的研究。

## 人物
明治・大正期の考古学者で北海道研究の草分け的存在であった河野常吉を祖父に、アイヌ研究・昆虫分類学で業績を残した河野広道を父に持つ。
1964年、北海道大学文学部卒業、1970年、東京大学大学院文学研究科博士後期課程（社会学研究文化人類学専攻）を単位取得退学。東大時代は全闘連の一員として、東大安田講堂事件に参加していた。
協会から委嘱されて「アイヌ史」編集委員（1983年 - 1993年）を務めていたが、協会自体の変質と学者肌の編集態度が協会と相容れず、アイヌ文化振興法に対する考えの違いもあって、編集委員を解任される。その後、十数年前の1980年に北海道出版企画センターから刊行した『アイヌ史資料集』が、協会から差別図書であると批判され民事提訴される。この訴え自体は退けられている。ただし、過去の医療情報や警察情報などのプライベートな情報に解説を加えずに復刻したため、アイヌからの反発が大きかった。この反発を河野の変節の一因とする意見もある。
三代続けてアイヌ研究者の家系に生まれた河野だが、若い頃はアイヌ解放同盟の活動に共感し、北海道ウタリ協会の活動にも協力していた。現代におけるアイヌ民族懐疑やアイヌ協会批判の立場であり、的場光昭、砂澤陣、小野寺まさる、小林よしのり等と同じ立場をとっていた。なお、河野の主張は「アイヌの人々の場合も、主体的な帰属意識がある限りにおいて、独自の民族として認識されなければならない」とする日本文化人類学会の研究倫理規定に背いており、史学史以前の研究倫理上の問題と指摘されている。

## 著書

### 単著
- 『袋澗』北海道テレビ放送〈HTBまめほん 49〉、1987年8月。全国書誌番号:88013877。
- 『アイヌ史／概説 北海道島および同島周辺地域における古層文化の担い手たちとその後裔』北海道出版企画センター、1996年1月。ISBN 9784832896017。全国書誌番号:97013870。
- 『「アイヌ」―その再認識 歴史人類学的考察』北海道出版企画センター、1999年11月。ISBN 9784832899056。全国書誌番号:20046282。

### 編集
- 『石狩市年表』石狩市〈石狩市史 資料編 1〉、2003年1月。全国書誌番号:20395541。
- 『アイヌ史新聞年表』 『小樽新聞』（明治期）編、國學院短期大学コミュニティカレッジセンター、2004年3月。全国書誌番号:20590317。
- 『アイヌ史新聞年表』 『小樽新聞』（大正期1）編、國學院短期大学コミュニティカレッジセンター、2006年3月。全国書誌番号:21048325。
- 『ペカムペ日誌 ヒシの実 水辺に浮かぶ妖精の研究記録』北海道出版企画センター、2007年9月。ISBN 9784832807136。全国書誌番号:21338916。
- 『アイヌ史新聞年表』 『小樽新聞』（大正期2・昭和期1）編、國學院短期大学コミュニティカレッジセンター、2008年3月。全国書誌番号:21405794。
- 『アイヌ史新聞年表』 『小樽新聞』（昭和期2）編、國學院短期大学コミュニティカレッジセンター、2009年3月。全国書誌番号:21580286。

### 編著
- 『北方の民具』 1（ニクブン、ウィタ、オロチョンの工芸と刺しゅう）、北海道出版企画センター〈北海道ライブラリー 8〉、1976年12月。全国書誌番号:87039210。
- 『北海道前近代の文化史』 1（栗沢、枝幸、穂別地方編）、北海道出版企画センター〈北方歴史文化叢書〉、1977年4月。全国書誌番号:77012103。
- 『北海道前近代の文化史』 2（江別、石狩、平取地方編）、北海道出版企画センター〈北方歴史文化叢書〉、1978年3月。全国書誌番号:78022081。
- 『北方の民具』 2（エンチゥ（カラフト・アイヌ）の物質文化）、北海道出版企画センター〈北海道ライブラリー 9〉、1979年7月。全国書誌番号:80002054。
- 『装いのアイヌ文化誌 北方周辺域の衣文化と共に』北海道出版企画センター、2001年9月。ISBN 9784832801042。全国書誌番号:20217604。

### 共著
- 河野本道、後藤朱美『北海道島のヒシ』 道南部編、北海道出版企画センター、2016年3月。ISBN 9784832816022。全国書誌番号:22761600。

### 共編
- 其田良雄・河野本道編 編『知床国立公園・幌別川口遺跡発掘調査報告書』斜里町教育委員会、1980年3月。全国書誌番号:80027314。
- 川上淳・河野本道編 編『根室市西月ケ岡遺跡発掘調査報告書』根室市教育委員会、1983年3月。全国書誌番号:83032771。

### 選
- 『アイヌ史資料集』 第1巻（一般概況編）、北海道出版企画センター、1980年2月。全国書誌番号:82012348。
- 『アイヌ史資料集』 第2巻（法規・教育編）、北海道出版企画センター、1981年8月。全国書誌番号:82012349。
- 『アイヌ史資料集』 第3巻（医療・衛生編）、北海道出版企画センター、1980年2月。全国書誌番号:82012350。
- 『アイヌ史資料集』 第4巻（言語・風俗編 1）、北海道出版企画センター、1980年7月。全国書誌番号:82012351。
- 『アイヌ史資料集』 第5巻（言語・風俗編 2）、北海道出版企画センター、1980年11月。全国書誌番号:82012352。
- 『アイヌ史資料集』 第6巻（樺太編）、北海道出版企画センター、1980年7月。全国書誌番号:82012353。
- 『アイヌ史資料集』 第7巻（雑編）、北海道出版企画センター、1980年11月。全国書誌番号:82012354。
- 『アイヌ史資料集』 補巻（辞典・書誌編）、北海道出版企画センター、1981年4月。全国書誌番号:82012355。
- 『アイヌ史資料集』 第2期 第1巻（吉田巌著作編 1）、北海道出版企画センター、1983年5月。全国書誌番号:87045934。
- 『アイヌ史資料集』 第2期 第2巻（吉田巌著作編 2）、北海道出版企画センター、1984年1月。全国書誌番号:85029886。
- 『アイヌ史資料集』 第2期 第3巻（吉田巌著作編 3）、北海道出版企画センター、1984年6月。全国書誌番号:85029887。
- 『アイヌ史資料集』 第2期 第4巻（阿部正己文庫編 1）、北海道出版企画センター、1983年10月。全国書誌番号:87045935。
- 『アイヌ史資料集』 第2期 第5巻（阿部正己文庫編 2）、北海道出版企画センター、1984年4月。全国書誌番号:85029888。
- 『アイヌ史資料集』 第2期 第6巻（阿部正己文庫編 3）、北海道出版企画センター、1985年9月。全国書誌番号:86023292。
- 『アイヌ史資料集』 第2期 第7巻（河野常吉資料編 1）、北海道出版企画センター、1984年10月。全国書誌番号:85029889。

## 脚註
1. ↑  『人事興信録 第21版 上』人事興信所、1961年、こ101頁。
2. ↑  “会員の訃報について”. 理事会議事録2015年3月.  一般社団法人 日本考古学協会. 2021年2月12日閲覧。
3. 1 2  マーク・ウィンチェスター「分類学者：河野本道のアイヌ民族否定論（上）」『神田外語大学日本研究所紀要』第10巻、神田外語大学、2018年3月、59-89頁。
4. 1 2 3 4  新井かおり『「アイヌ側から見たアイヌ史」はいかに不／可能か : 貝沢正資料からみる各アイヌ史の編纂について』北海道大学アイヌ・先住民研究センター、2021年3月1日。doi:10.14943/97172。2022年12月25日閲覧。
5. ↑  河野差別図書弾劾上告棄却判決・弾劾声明 - ウェイバックマシン（2019年3月30日アーカイブ分）